# Aleksandr Zagriecki
Aleksandr Iwanowicz Zagriecki, ros. Александр Иванович Загрецкий (ur. 30 października?/12 listopada 1911 we wsi Dobryje Pczoły w guberni riazańskiej, Imperium Rosyjskie, zm. 13 czerwca 1990 w Moskwie, Rosyjska FSRR) – rosyjski piłkarz, grający na pozycji obrońcy, trener piłkarski.

## Kariera piłkarska

### Kariera klubowa
Wychowanek klubu ProfIntern Moskwa, w barwach którego w 1925 roku rozpoczął karierę piłkarską. W 1934 został piłkarzem CDKA Moskwa, a w 1936 przeniósł się do Torpeda Moskwa. W latach 1939–1940 występował w klubie Buriewiestnik Moskwa, a w 1941 przeszedł do Stachanowca Stalino, jednak przez atak Niemiec na ZSRR nie dokończył sezon. Po zakończeniu wojny występował w drużynie Torpedo Moskwa, gdzie zakończył karierę w roku 1946.

## Kariera trenerska
Karierę szkoleniowca rozpoczął w 1951 roku. Trenował kluby DO Nowosybirsk, drużynę m.Mołotowa, Nieftianik Krasnodar, Stachanoweć Łysyczańsk, Tiekstilszczik Iwanowo, Kołhospnyk Połtawa, Chimik Siewierodwińsk, Chimik Mohylew, Szachtior Karaganda, Spartak Homel, Nieftiechimik Saławat, Saturn Rybińsk, Terek Grozny i Awtomobilist Krasnojarsk. Pracował na stanowisku dyrektora w Awtomobilist Krasnojarsk oraz jako skaut w Lokomotiwie Moskwa.

## Sukcesy i odznaczenia

### Sukcesy piłkarskie
- brązowy medalista mistrzostw ZSRR: 1945

### Sukcesy trenerskie
- zdobywca Pucharu Rosyjskiej FSRR: 1951

### Odznaczenia
- tytuł Mistrza Sportu ZSRR